# Bifrenaria charlesworthii
Bifrenaria charlesworthii är en orkidéart som beskrevs av Robert Allen Rolfe. Bifrenaria charlesworthii ingår i släktet Bifrenaria och familjen orkidéer. Inga underarter finns listade i Catalogue of Life.

## Bildgalleri

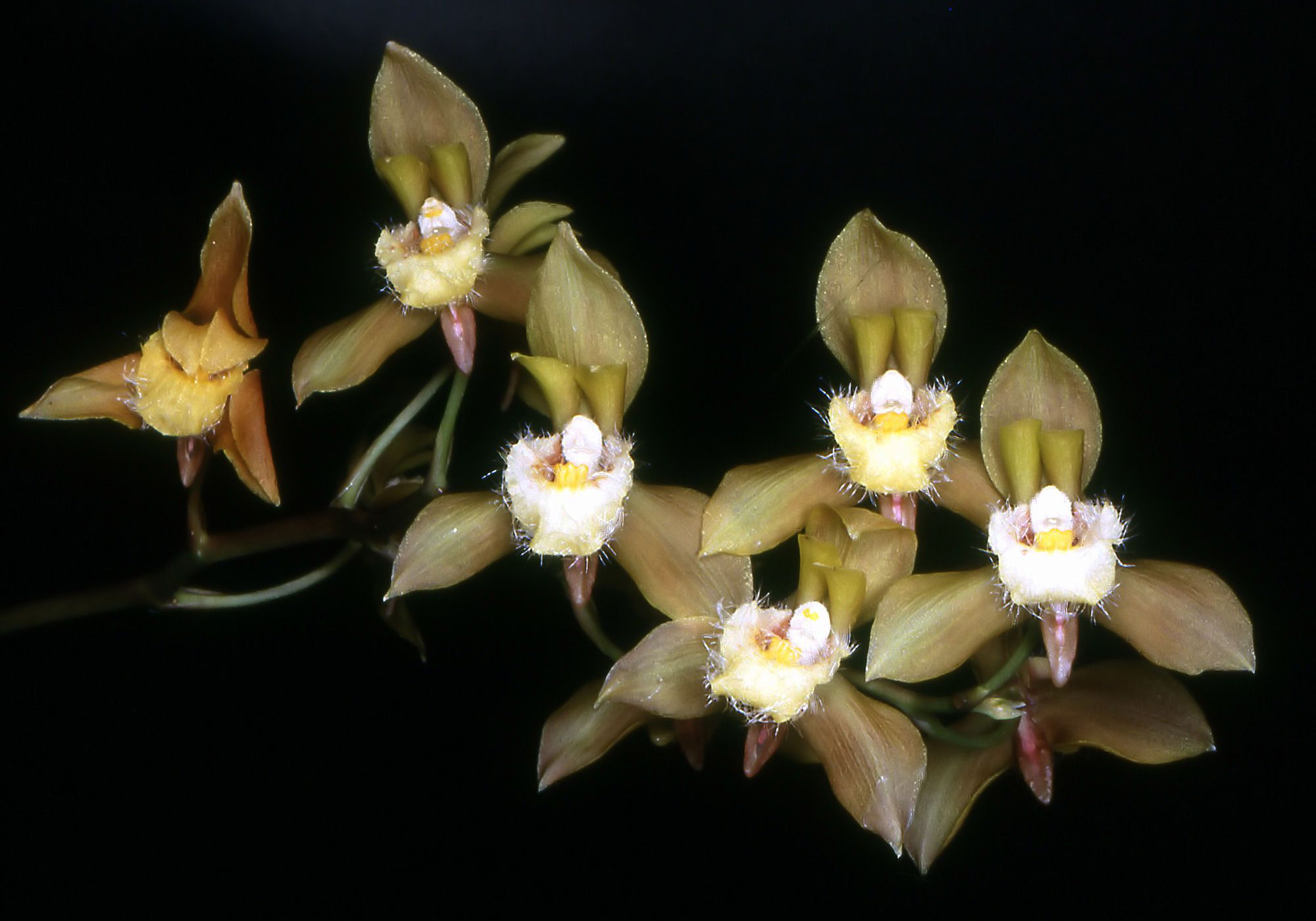
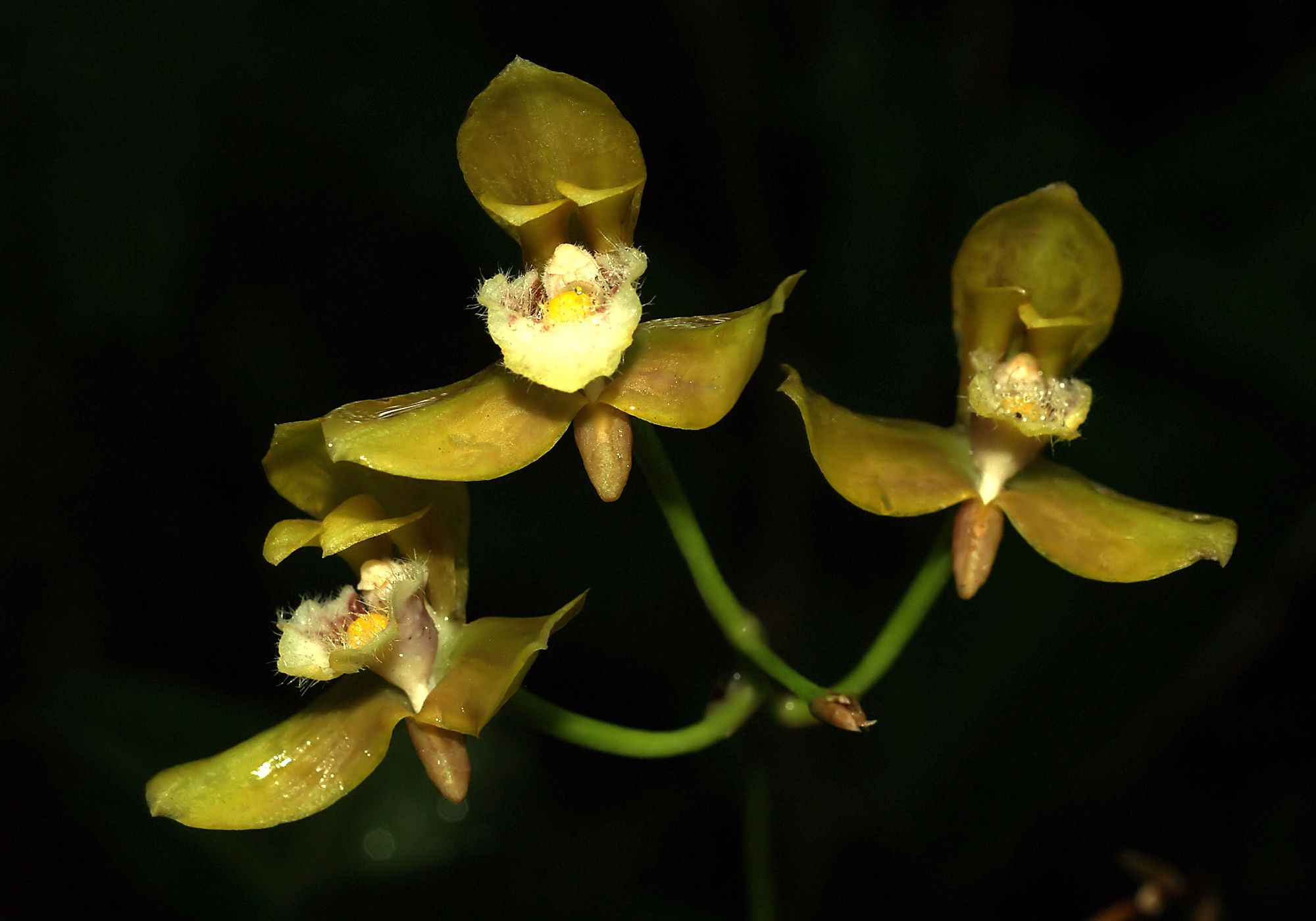
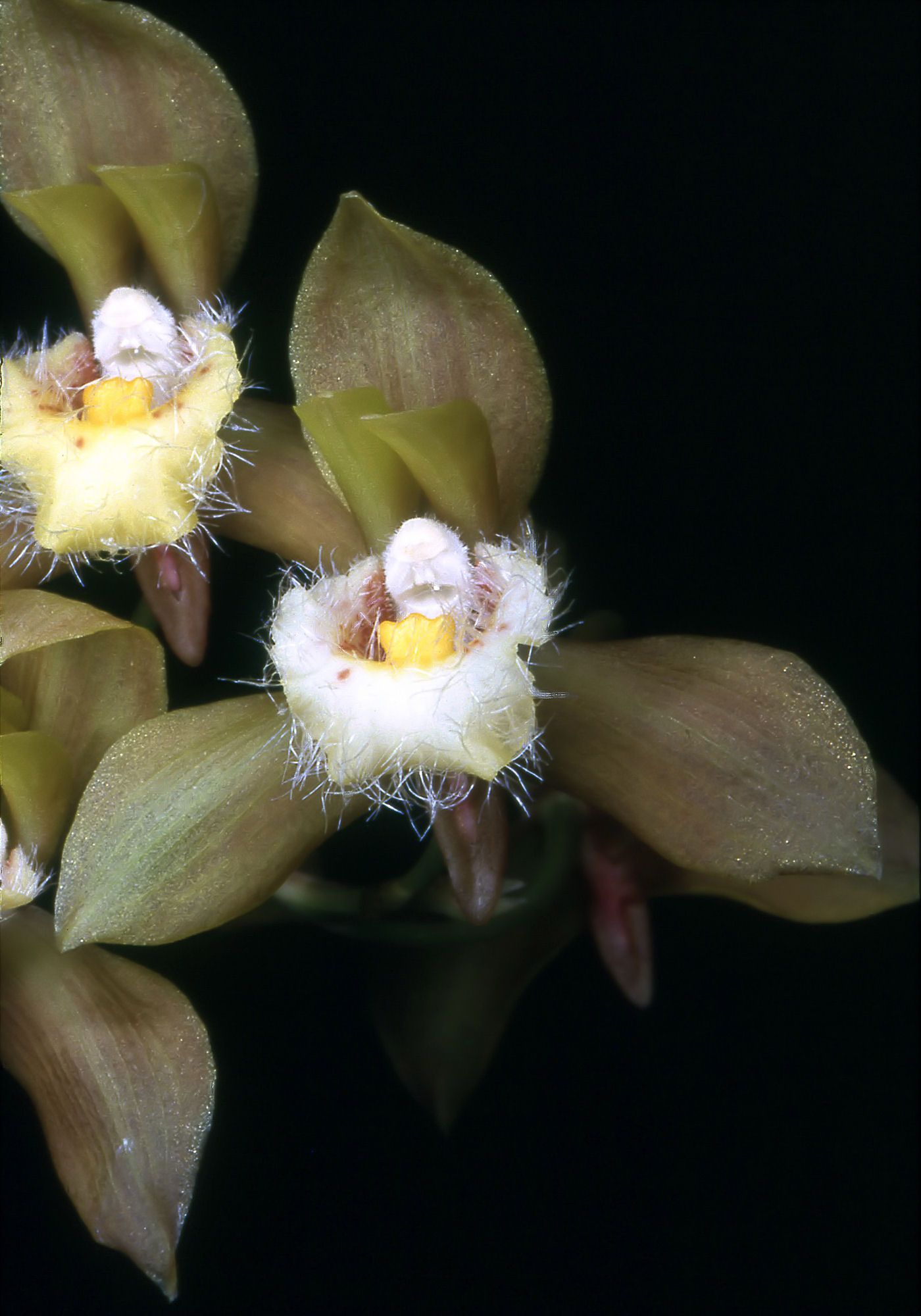
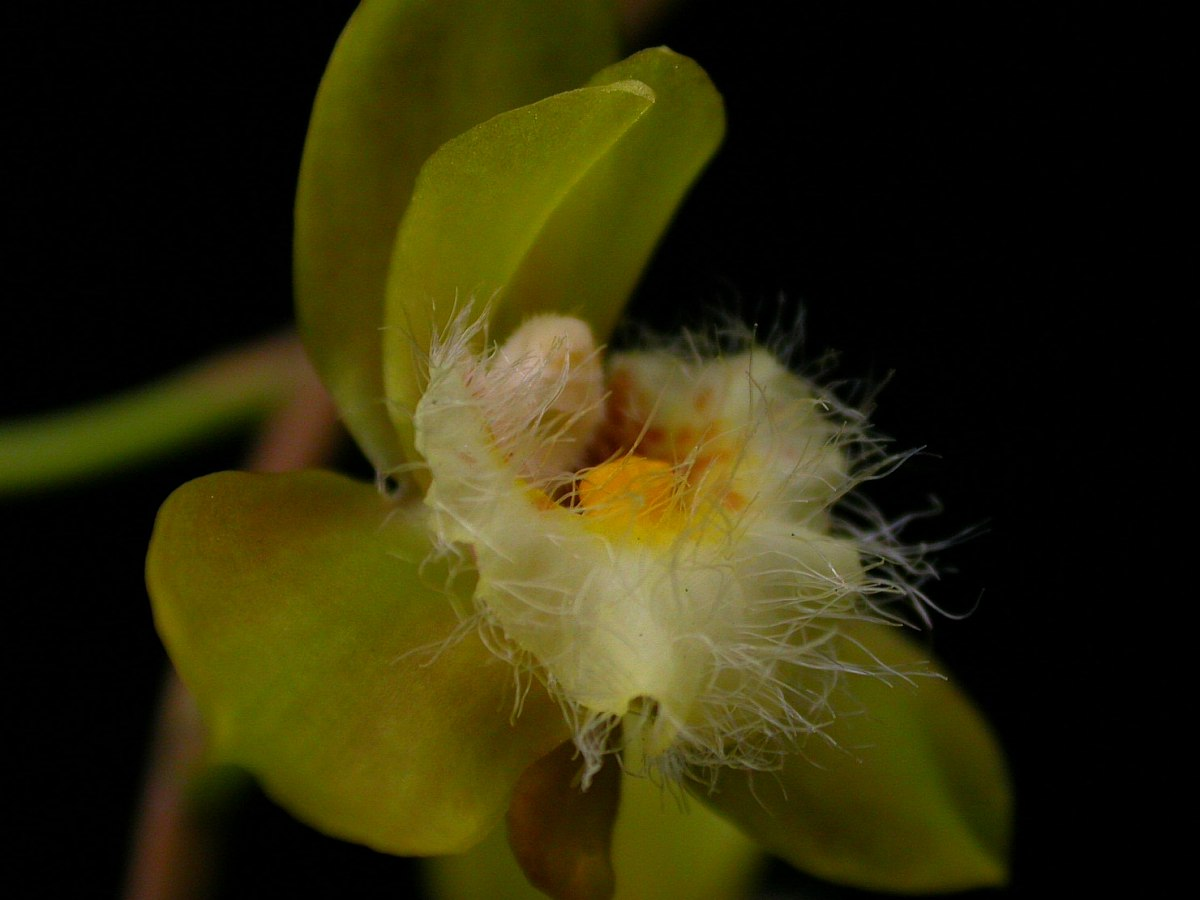